# Luigi Rossi (1852-1911)
Luigi Lorenzo Nereo Rossi (Milano, 18 gennaio 1852 – Milano, 6 marzo 1911) è stato un avvocato, politico e filantropo italiano.

## Biografia
Figlio di un agricoltore si laurea nel 1873 e si dedica alla professione forense nella sua città, interessandosi al contempo della vita politica. Progressista, anticlericale e repubblicano, aderisce al Partito Radicale Italiano, nelle cui file viene eletto consigliere comunale e provinciale e deputato per una sola legislatura. Viene nominato senatore a vita per censo nel 1901.
Fratello del medico e politico Baldo Rossi, riposa nel Cimitero Monumentale di Milano.

## Incarichi ricoperti in Senato
- Commissione per l'esame del disegno di legge "Impianto di una stazione radiotelegrafica ultrapotente (sistema Marconi)"
- Commissione d'istruzione dell'Alta Corte di giustizia
- Commissione per l'esame del disegno di legge "Proposta di un nuovo articolo 103 del Regolamento del Senato in sostituzione dell'articolo in vigore"
- Commissione per l'esame dei disegni di legge "Codice penale militare", "Codice di procedura penale militare", "Ordinamento giudiziario militare"
- Commissione di finanze
- Commissione per l'esame del disegno di legge "Unificazione degli Istituti di previdenza del personale delle Ferrovie dello Stato
- Commissione per l'esame del disegno di legge "Provvedimenti a sollievo dei danneggiati dal terremoto del 28 dicembre 1908"
- Commissione per la verifica dei titoli dei nuovi senatori
- Commissario di vigilanza sulla circolazione e sugli Istituti di emissione